# Tressis
Der Tressis (lat. tres, dt. drei) ist eine römische Bronzemünze und entspricht dem dreifachen Wert eines Asses.
Diese Münze wurde während der Zeit der römischen Republik insgesamt nur zweimal geprägt, das erste Mal um das Jahr 260 v. Chr., das zweite Mal um das Jahr 215 v. Chr. Beide Typen wurden in Rom geprägt. 
Das Wertzeichen dieser Münze sind drei senkrechte Striche, von denen jedes den Wert eines Asses darstellt. Auf dem Avers findet sich ein nach rechts blickender Kopf der Göttin Roma und das Wertzeichen. Auf dem Revers ist auf dem älteren Typ ein Rad mit sechs Speichen und dem Wertzeichen, auf dem jüngeren Typ eine Prora und das Wertzeichen zu erkennen.
Nach der Einführung des Denars wurde diese aufgrund ihrer Größe umständliche Währungseinheit abgeschafft.